# Igor Saksida
Igor Saksida, slovenski literarni zgodovinar, * 16. april 1965, Nova Gorica. Strokovno se ukvarja predvsem s slovensko mladinsko književnostjo.

## Življenjepis
Na Filozofski fakulteti je diplomiral leta 1990 (slovenski jezik s književnostjo, primerjalna književnost) in za svoje delo prejel študentsko Prešernovo nagrado. Od leta 1991 do 1996 se je kot mladi raziskovalec ukvarjal s slovensko mladinsko književnostjo in didaktiko književnosti. Leta 1991 je bil izvoljen v naziv asistenta, leta 1992 je zagovarjal magistrsko delo z naslovom Komunikacijski modeli v slovenski mladinski poeziji. Leta 1996 je zagovarjal doktorsko disertacijo Umeščenost mladinske dramatike v slovensko književnost. Istega leta je postal docent za slovensko književnost, član dveh kurikularnih komisij in član upravnega odbora Prešernovega sklada. Od leta 1998 je predavatelj na Pedagoški fakulteti v Ljubljani, na Pedagoški fakulteti v Kopru in na Fakulteti za humanistične študije Koper; raziskuje zgodovino in teorijo mladinske književnosti ter didaktiko književnosti, piše učbenike oz. vodi avtorske ekipe za njihovo pripravo. Je najvidnejši raziskovalec mladinske književnosti mlajše generacije, ki združuje spoznanja predhodnjih slovenskih raziskovalcev (M. Kobe, H. Glušič) s sodobnimi teoretskimi izhodišči.

## Strokovna področja
Ukvarja se z mladinsko književnostjo in didaktiko književnosti; sestavil je besedila za slovensko književnost od 2. do 6. razreda osnovne šole ter objavil več priročnikov in drugih literarnozgodovinskih del. Znanstvene in strokovne članke objavlja tudi v tujih revijah in zbornikih.  Od maja 1993 je zunanji izpraševalec za slovenski jezik v okviru mednarodne mature (International Baccalaureate).